# Sågspån

Sågspån

Sågspån är små trärester efter klyvning eller kapning av trävirke med såg eller sågklingor.
Sågspån från sågverk, som erhåller en stor mängd spån, används till att tillverka spånskivor och MDF-skivor. Bränslepellets är en annan produkt som pressas av sågspån.

## Historik
Tidigare var sågspån ett gott alternativ vid värmeisolering av hus och byggnader och hämtades utan kostnad på sågverken. Innan Energikrisen på 1970-talet var all träspån som sågspån ingår i en belastning för träindustrin. Trots en stor tillverkning av olika träskivor och andra användningsområden blev stora högar med träspån och bark liggande i anslutning till såverken och övrig träförädlingindustri. 
Med stigande energipriser på senare år har det uppstått konkurrens om sågspån framförallt mellan olika aktörer på energimarknaden och spånskiveindustrin och de övriga som tillverkar andra produkter av sågspån och övrig träspån från träindustrin.

## Annan användning
Grovt sågspån kan passa som dräneringsfilter till täckdikesrör.
Genom att blanda 14% sågspån och 86% vatten och sedan frysa detta får man fram det superstarka materialet pykrete.